# Pineda incana
Pineda incana är en videväxtart som beskrevs av Hipólito Ruiz López och Pav.. Pineda incana ingår i släktet Pineda och familjen videväxter. Inga underarter finns listade i Catalogue of Life.